# Aya
För andra betydelser, se Aya (olika betydelser).
Aya var en gryningsgudinna i mesopotamisk mytologi, hustru till guden Shamash. Hon stod även för kärlek och fruktbarhet.